# بیون سونگ هیون
بیون سونگ هیون (کره‌ای: 변성현؛ زادهٔ ۱۹۸۰) کارگردان فیلم و فیلمنامه‌نویس اهل کره جنوبی است. او بیشتر به خاطر فیلم‌های بی‌رحم (۲۰۱۷) و کیل بوکسون (۲۰۲۳) شناخته می‌شود.

## فیلم‌شناسی

### فیلم
| سال  | فیلم       | اعتبار به عنوان | اعتبار به عنوان | اعتبار به عنوان | توضیحات           |
| سال  | فیلم       | کارگردان        | نویسنده         | تهیه‌کننده       | توضیحات           |
| ---- | ---------- | --------------- | --------------- | --------------- | ----------------- |
| ۲۰۱۲ | شریک من    | آری             | آری             |                 | [ ۱ ]             |
| ۲۰۱۷ | بی‌رحم      | آری             | آری             |                 | [ ۲ ]             |
| ۲۰۲۲ | کینگ‌میکر   | آری             | آری             |                 | [ ۳ ]             |
| ۲۰۲۳ | کیل بوکسون | آری             | آری             |                 | فیلم اصلی نتفلیکس |